# لیگ برتر فوتبال ایران ۸۷–۱۳۸۶
لیگ برتر فوتبال ایران ۸۷–۱۳۸۶ هفتمین دوره جام خلیج فارس و بیست و ششمین دوره لیگ فوتبال ایران که توسط فدراسیون فوتبال ایران برگزار شد.
تیم پرسپولیس تهران با اینکه شش امتیاز برای مسائل انضباطی از دست داد اما برای نهمین بار قهرمان این دوره از رقابت‌ها شد و به مسابقات لیگ قهرمانان آسیا ۲۰۰۹ راه پیدا کرد و تیم سپاهان اصفهان نایب قهرمان و تیم صبا باتری تهران مقام سوم لیگ برتر را به‌دست‌آوردند و به لیگ قهرمانان آسیا راه یافتند.

## تیم‌ها بر پایه استان
| استان       | تعداد تیم‌ها | تیم‌ها                                   |
| ----------- | ----------- | --------------------------------------- |
| تهران       | ۵           | استقلال، پرسپولیس، سایپا، راه‌آهن، پیکان |
| خوزستان     | ۲           | استقلال اهواز، صنعت نفت آبادن           |
| اصفهان      | ۲           | سپاهان، ذوب آهن                         |
| فارس        | ۲           | فجر سپاسی، برق شیراز                    |
| گیلان       | ۲           | ملوان، پگاه                             |
| خراسان رضوی | ۱           | ابومسلم                                 |
| کرمان       | ۱           | مس                                      |
| قم          | ۱           | صبا قم                                  |
| کرمانشاه    | ۱           | شیرین فراز                              |
| همدان       | ۱           | پاس همدان                               |

## مربیان تیم‌ها
| تیم           | شهر      | ورزشگاه          | سرمربی             | ملیت                        | فصل قبل   |
| ------------- | -------- | ---------------- | ------------------ | --------------------------- | --------- |
| ابومسلم       | مشهد     | ثامن             | پرویز مظلومی       | ایران                       | ۶ام       |
| برق شیراز     | شیراز    | حافظیه           | محمود یاوری        | ایران                       | ۱۲ام      |
| استقلال       | تهران    | آزادی            | فیروز کریمی        | ایران                       | ۴ام       |
| استقلال اهواز | اهواز    | تختی اهواز       | مجید جلالی         | ایران                       | دوم       |
| ملوان         | انزلی    | تختی انزلی       | محمد احمدزاده      | ایران                       | ۱۴ام      |
| مس            | کرمان    | شهید باهنر       | امیر قلعه نویی     | ایران                       | ۹ام       |
| پاس           | همدان    | قدس              | وینکو بگوویچ       | کرواسی                      | N/A       |
| پیکان         | تهران    | ایران خودرو      | علی اصغر مدیرروستا | ایران                       | ۷ام       |
| داماش(پگاه)   | رشت      | سردارجنگل        | نادر دست نشان      | ایران                       | صعود کرده |
| پرسپولیس      | تهران    | آزادی            | افشین قطبی         | ایران · ایالات متحده آمریکا | ۳ام       |
| راه‌آهن        | تهران    | اکباتان          | داوود مهابادی      | ایران                       | ۱۶ام      |
| صبا باتری     | تهران    | درخشان           | یحیی گل محمدی      | ایران                       | ۱۳ام      |
| سایپا         | کرج      | انقلاب کرج       | علی دایی           | ایران                       | قهرمان    |
| صنعت نفت      | آبادان   | تختی آبادان      | احمد طوسی          | ایران · ایالات متحده آمریکا | صعود کرده |
| سپاهان        | اصفهان   | نقش جهان         | جوروان ویرا        | برزیل · پرتغال              | ۵ام       |
| سپاسی         | شیراز    | حافظیه           | غلامحسین پیروانی   | ایران                       | ۱۰ام      |
| شیرین فراز    | کرمانشاه | آزادی کرمانشاه   | شهرام مهرپیما      | ایران                       | صعود کرده |
| ذوب آهن       | اصفهان   | ورزشگاه فولادشهر | بیژن ذوالفقارنسب   | ایران                       | ۸ام       |

جدول زیر شامل فهرست تیم‌هایی است که در میانهٔ فصل، اقدام به تعویض مربی کرده‌اند.
| تیم           | نام              | ملیت             |
| ------------- | ---------------- | ---------------- |
| ابومسلم       | خداداد عزیزی     | ایران            |
| استقلال اهواز | فیروز کریمی      | ایران            |
| استقلال       | ناصر حجازی       | ایران            |
| مس            | فرهاد کاظمی      | ایران            |
| پیکان         | ساموئل داربینیان | ارمنستان · روسیه |
| پگاه          | مجید جهانپور     | ایران            |
| راه‌آهن        | اکبر میثاقیان    | ایران            |
| صبا باتری     | محمد حسین ضیایی  | ایران            |
| صنعت نفت      | ابراهیم قاسم پور | ایران            |
| سپاهان        | لوکا بوناچیچ     | کرواسی           |
| شیرین فراز    | مارکو اکتاویو    | برزیل            |
| ذوب آهن       | زوران دوردویچ    | صربستان          |

## جدول رده‌بندی
| رتبه | تیم           | بازی | برد | مساوی | باخت | گل زده | گل خورده | گل تفاضل | امتیاز | صعود یا سقوط                                     |
| ---- | ------------- | ---- | --- | ----- | ---- | ------ | -------- | -------- | ------ | ------------------------------------------------ |
| ۱    | استقلال       | ۳۴   | ۱۱  | ۱۰    | ۱۳   | ۴۴     | ۴۴       | ۰        | ۴۳     | مرحله گروهی لیگ قهرمانان آسیا ۲۰۰۹ کسر ۶ امتیاز۲ |
| ۲    | سپاهان        | ۳۴   | ۱۷  | ۱۰    | ۷    | ۵۳     | ۳۸       | ۱۵+      | ۵۸     | مرحله گروهی لیگ قهرمانان آسیا ۲۰۰۹ کسر ۳ امتیاز۳ |
| ۳    | صبا           | ۳۴   | ۱۳  | ۱۳    | ۸    | ۴۱     | ۳۷       | ۴+       | ۵۲     | مرحله گروهی لیگ قهرمانان آسیا ۲۰۰۹               |
| ۴    | ابومسلم       | ۳۴   | ۱۴  | ۸     | ۱۲   | ۳۷     | ۳۷       | ۰        | ۵۰     |                                                  |
| ۵    | پاس           | ۳۴   | ۱۱  | ۱۶    | ۷    | ۳۶     | ۲۸       | ۸+       | ۴۹     |                                                  |
| ۶    | ذوب‌آهن        | ۳۴   | ۱۱  | ۱۵    | ۸    | ۳۹     | ۳۲       | ۷+       | ۴۸     |                                                  |
| ۷    | برق شیراز     | ۳۴   | ۱۱  | ۱۴    | ۹    | ۴۳     | ۴۷       | ۴−       | ۴۷     |                                                  |
| ۸    | استقلال اهواز | ۳۴   | ۱۱  | ۱۳    | ۱۰   | ۶۱     | ۵۱       | ۱۰+      | ۴۶     |                                                  |
| ۹    | پیکان         | ۳۴   | ۱۲  | ۱۰    | ۱۲   | ۴۱     | ۴۲       | ۱−       | ۴۶     |                                                  |
| ۱۰   | مس            | ۳۴   | ۱۱  | ۱۲    | ۱۱   | ۳۶     | ۳۴       | ۲+       | ۴۵     |                                                  |
| ۱۱   | سایپا         | ۳۴   | ۱۲  | ۹     | ۱۳   | ۳۳     | ۳۵       | ۲−       | ۴۵     |                                                  |
| ۱۲   | راه‌آهن        | ۳۴   | ۱۱  | ۱۱    | ۱۲   | ۴۵     | ۴۰       | ۵+       | ۴۴     |                                                  |
| ۱۳   | پرسپولیس      | ۳۴   | ۱۸  | ۱۱    | ۵    | ۵۵     | ۳۴       | ۲۱+      | ۵۹     | مرحله گروهی لیگ قهرمانان آسیا ۲۰۰۹               |
| ۱۴   | فجر سپاسی     | ۳۴   | ۹   | ۱۵    | ۱۰   | ۳۷     | ۴۱       | ۴−       | ۴۲     |                                                  |
| ۱۵   | پگاه          | ۳۴   | ۹   | ۱۱    | ۱۴   | ۲۶     | ۳۵       | ۹−       | ۳۸     |                                                  |
| ۱۶   | ملوان         | ۳۴   | ۸   | ۱۲    | ۱۴   | ۳۲     | ۴۱       | ۹−       | ۳۶     |                                                  |
| ۱۷   | صنعت نفت      | ۳۴   | ۹   | ۸     | ۱۷   | ۳۷     | ۴۶       | ۹−       | ۳۵     | سقوط به لیگ آزادگان ۸۸–۱۳۸۷                      |
| ۱۸   | شیرین فراز    | ۳۴   | ۳   | ۱۲    | ۱۹   | ۲۵     | ۵۹       | ۳۴−      | ۲۱     | سقوط به لیگ آزادگان ۸۸–۱۳۸۷                      |

1. ↑  با حکم کمیته انضباطی فدراسیون فوتبال ایران سه امتیاز از تیم سپاهان کسر شد و امتیاز ثبت شده برای این تیم ۵۸ میباشد.[۱]
2. ↑  با حکم کمیته انضباطی فیفا شش امتیاز از تیم پرسپولیس کسر شد و امتیاز ثبت شده برای این تیم ۵۹ میباشد.[۲]

|   | توضیحات |
| - | --- |
| ۱ | باشگاه پرسپولیس در اصل ۶۵ امتیاز داشت، اما به خاطر شکایت برخی از طلبکاران به فیفا شش امتیاز این تیم از طرف فیفا کسر شد. |
| ۲ | باشگاه سپاهان اصفهان در اصل ۶۱ امتیاز داشت، اما از طرف کمیته انضباطی ایران سه امتیاز از این تیم کسر شد.                 |

| قهرمان لیگ برتر ایران ۸۷-۱۳۸۶ |
| ----------------------------- |
| پرسپولیس                      |
| دومین قهرمانی                 |

## جدول نتایج
آخرین به روزرسانی اردیبهشت ۱۳۸۷
- تیم میزبان در سمت راست آمده و میهمان در بالا
- شماره‌های داخل پرانتز بازی‌های هفته‌های آینده را نمایش می‌دهد.

| میزبان/میهمان    | ابومسلم | برق  | استقلال | ا.اهواز | ملوان | مس   | پاس  | پیکان | پگاه | پرسپولیس | راه آهن | صبا  | سایپا | آ.نفت | سپاهان | فجرسپاسی | شیرین فراز | ذوب آهن |
| ابومسلم          |         |      | (۲۸)    | ۱–۱     | (۳۰)  | ۲–۱  | (۲۶) | ۳–۱   | ۱–۰  | ۰–۳      | ۰–۱     | ۱–۰  | ۲–۱   | ۲–۱   | ۳–۱    |          | ۳–۲        |         |
| برق شیراز        | ۱–۰     |      | ۱–۱     | ۱–۱     | ۰–۲   | (۲۶) | ۱–۱  | ۱–۱   |      | ۰–۱      | ۱–۰     | ۱–۱  | (۲۸)  | (۲۹)  |        | ۰–۰      | ۱–۰        | ۰–۰     |
| استقلال          | ۱–۱     | ۴–۲  |         | ۳–۲     | ۲–۰   | ۱–۱  | ۰–۱  | (۲۹)  | (۲۷) | ۱–۱      | ۲–۱     | ۱–۱  | ۱–۲   | ۲–۳   | ۰–۱    |          | ۲–۱        |         |
| استقلال اهواز    | (۲۹)    | ۲–۰  | ۱–۲     |         | ۰–۰   | ۲–۲  |      | ۱–۲   | ۳–۲  | (۲۷)     |         | ۴–۱  | ۱–۲   | ۰–۰   | ۳–۲    | ۴–۱      | ۳–۱        | ۱–۱     |
| ملوان بندر انزلی | (۱۳)    | ۱–۱  | ۲–۱     | ۰–۲     |       | ۲–۰  | ۰–۰  |       | (۲۹) | ۱–۱      | ۲–۱     | ۱–۱  | ۱–۲   | ۰–۰   | (۲۷)   |          | ۲–۲        | ۱–۱     |
| مس کرمان         |         | ۱–۳  | ۱–۰     | ۲–۱     | ۱–۰   |      | (۲–۰ | ۲–۳   | ۲–۰  | (۲۹)     |         | (۲۷) | ۲–۱   | ۰–۱   | ۱–۱    | ۰–۰      | ۱–۲        | ۱–۱     |
| پاس همدان        | ۳–۰     | ۳–۰  |         | ۱–۱     |       | ۱–۰  |      | (۲۷)  | ۳–۱  | ۱–۲      | ۳–۲     | ۰–۱  | ۱–۳   | ۱–۰   | ۳–۱    | (۲۹)     | ۰–۰        | ۱–۱     |
| پیکان            | ۰–۰     | ۴–۲  | ۳–۲     | (۳۰)    | ۰–۱   |      | ۲–۱  |       | ۱–۱  | ۱–۲      | ۲–۲     | ۰–۱  |       | ۰–۰   | ۱–۲    | (۲۶)     | ۲–۰        | (۲۸)    |
| پگاه             | ۰–۰     | ۲–۲  | ۰–۱     | (۲۸)    | ۰–۰   | (۳۰) | ۰–۰  | ۰–۱   |      | ۱–۰      | ۰–۰     |      |       | ۰–۱   | ۰–۲    | ۰–۱      | ۰–۰        | (۲۶)    |
| پرسپولیس         | ۳–۳     |      | ۲۶      | ۳–۲     | (۲۸)  | ۱–۰  | ۱–۱  | ۲–۱   | ۲–۰  |          | ۰–۰     | ۲–۲  | ۱–۰   | ۱–۰   | ۲–۱    | ۳–۳      | (۳۰)       | ۲–۱     |
| راه‌آهن           | ۲–۰     | ۲–۲  | (۳۰)    | ۲–۲     |       | ۳–۱  | (۲۸) | ۵–۰   | ۰–۱  | ۲–۱      |         | ۰–۱  | ۱–۰   | ۱–۱   | (۰–۱   | ۱–۱      |            | ۲–۱     |
| صباباتری         | ۰–۱     | (۳۰) | ۰–۰     | ۲–۲     | (۲۶)  | ۰–۱  | ۱–۰  | ۱–۱   | ۱–۰  |          | ۲–۰     |      | ۲–۱   |       | ۰–۱    | ۰–۰      | (۲۸)       | ۱–۰     |
| سایپا            |         | ۰–۱  | ۰–۰     | ۱–۱     | ۲–۱   | ۰–۰  | ۱–۰  | ۲–۰   | ۱–۲  |          | ۲–۲     | (۲۹) |       | (۲۷)  | ۱–۰    | ۱–۲      | (۲۶)       | ۱–۱     |
| صنعت نفت         | ۲–۰     | ۱–۳  |         | ۲–۳     | ۱–۲   | ۱–۲  | (۳۰) | ۲–۱   | ۰–۱  | ۲–۳      | (۲۶)    | ۲–۳  | ۲–۰   |       | ۲–۲    | (۲۸)     | ۲–۱        |         |
| سپاهان           | ۲–۱     | ۴–۰  | ۲–۱     | (۲۶)    | ۳–۲   | (۲۸) | ۰–۰  | ۱–۱   | ۳–۱  | ۲–۱      | ۲–۲     |      | (۳۰)  |       |        | ۰–۰      | ۱–۰        | ۲–۲     |
| فجر سپاسی        | ۲–۱     | ۰–۱  | ۱–۲     |         | ۲–۱   |      | ۱–۱  | ۱–۱   | ۲–۰  | ۰–۲      | (۲۷)    | ۳–۱  | ۱–۱   | ۲–۰   | ۰–۲    |          | ۲–۲        | (۳۰)    |
| شیرین فراز       | ۰–۲     | (۲۶) | ۱–۳     | ۰–۳     | ۲–۱   | ۰–۳  | ۰–۱  |       |      | ۰–۰      | ۱–۱     | ۱–۱  | ۱–۱   | ۰–۰   | (۲۹)   | ۰–۱      |            | ۱–۱     |
| ذوب آهن          | (۲۷)    | ۲–۱  | ۰–۱     |         | ۰–۰   | ۰–۰  |      | ۱–۰   | ۲–۲  | ۲–۰      | (۲۹)    | ۲–۱  | ۰–۰   | ۲–۱   | ۱–۰    | ۰–۰      | ۰–۱        |         |

## آمار بازیکنان

### برترین گل زنان
| گلزن            | گل | تیم           |
| --------------- | -- | ------------- |
| محسن خلیلی      | ۱۸ | پرسپولیس      |
| هادی اصغری      | ۱۸ | راه‌آهن        |
| ابراهیم توره    | ۱۳ | پیکان         |
| فریدون فضلی     | ۱۲ | صبا باتری     |
| لئوناردو پیمنتا | ۱۲ | صنعت نفت      |
| روح‌الله بیگدلی  | ۱۲ | استقلال اهواز |

### پاس گل
| نام بازیکن          | پاس‌گل | تیم           |
| ------------------- | ----- | ------------- |
| مجتبی جباری         | ۸     | استقلال       |
| داوود حقی           | ۸     | استقلال اهواز |
| علیرضا واحدی نیکبخت | ۷     | پرسپولیس      |
| مهدی شیری           | ۷     | برق شیراز     |
| خسرو حیدری          | ۷     | پاس همدان     |
| محمد نوازی          | ۶     | استقلال       |
| عباس آقایی          | ۶     | پرسپولیس      |
| احسان حاج صفی       | ۶     | سپاهان        |
| محمد رضا ناصحی      | ۶     | ابومسلم       |

## داوران
| #  | داوران          | تعداد قضاوت در این فصل |
| -- | --------------- | ---------------------- |
| ۱  | خداداد افشاریان | ۲۱                     |
| ۲  | یدالله جهانبازی | ۲۰                     |
| ۳  | سعید مظفری‌زاده  | ۱۹                     |
| ۴  | رحیم رحیمی‌مقدم  | ۱۸                     |
| ۵  | علیرضا فغانی    | ۱۸                     |
| ۶  | مسعود مرادی     | ۱۸                     |
| ۷  | محمود رفیعی     | ۱۷                     |
| ۸  | البرز حاجی‌پور   | ۱۷                     |
| ۹  | شاهین حاج‌بابایی | ۱۶                     |
| ۱۰ | سعید بخشی‌زاده   | ۱۵                     |
| ۱۱ | نوید مظفری      | ۱۵                     |
| ۱۲ | محسن ترکی       | ۱۴                     |
| ۱۳ | احمد صالحی      | ۱۴                     |
| ۱۴ | تورج حق‌وردی     | ۱۳                     |
| ۱۵ | قاسم واحدی      | ۱۲                     |

| #  | داوران                    | تعداد قضاوت در این فصل |
| -- | ------------------------- | ---------------------- |
| ۱۶ | محسن قهرمانی              | ۱۰                     |
| ۱۷ | هدایت ممبینی              | ۱۰                     |
| ۱۸ | سعادت باغبان              | ۹                      |
| ۱۹ | محمدحسین اسدی             | ۹                      |
| ۲۰ | جمشید دانش‌مهر             | ۵                      |
| ۲۱ | غلامرضا جباری             | ۳                      |
| ۲۲ | ایرج ساعدی                | ۲                      |
| ۲۳ | منصور نوری                | ۲                      |
| ۲۴ | علی خسروی                 | ۳                      |
| ۲۵ | رحیم مهر پیشه             | ۱                      |
| ۲۶ | حسن نیکو زاده             | ۱                      |
| ۲۷ | بابک وسیله‌بر              | ۱                      |
| ۲۸ | برناردینو گونزالس وازکوئز | ۱                      |
| ۲۹ | داوود رفعتی               | ۱                      |
| ۳۰ | ادواردو گونزالس           | ۱                      |